# Sweet Water, Alabama
Sweet Water là một thị trấn thuộc quận Marengo, tiểu bang Alabama, Hoa Kỳ. Dân số năm 2009 là 217 người, mật độ đạt 41 người/km².